# 15-cm schwere Feldhaubitze 18
D'un calibre réel de 149 mm, le 15-cm schwere Feldhaubitze 18 ou 15 cm sFH 18 est un obusier lourd allemand utilisé lors de la Seconde Guerre mondiale.
Il fut utilisé pour équiper le canon automoteur Hummel.

## Historique
Le premier modèle du sFH 18 était hippomobile et se décomposait en deux éléments pour le transport : le tube et l'affut. Il entra en service en mai 1935, et en septembre 1939 plus de 1 300 pièces équipaient l'armée allemande.
Cette pièce d'artillerie connut son baptême du feu lors de la guerre sino-japonaise, employée par l' armée chinoise. Elle fut également exportée en Argentine, Chili, Chine, Finlande et Portugal.
Lors de l'opération Barbarossa, cette pièce apparut très nettement surclassée par les canons soviétiques de 152 mm.